# Distrito electoral federal 2 de Tlaxcala
El II Distrito Electoral Federal de Tlaxcala es uno de los 300 Distritos Electorales en los que se encuentra dividido el territorio de México para la elección de diputados federales y uno de los 3 en los que se divide el estado de Tlaxcala. Su cabecera es la ciudad de Tlaxcala de Xicohténcatl, la capital del estado.
El Segundo Distrito Electoral de Tlaxcala se localiza en la zona centro-sur del estado, en las faldas del Volcán Malintzin y lo forman los municipios de Acuamanala de Miguel Hidalgo, Apetatitlán de Antonio Carvajal, Chiautempan, Contla de Juan Cuamatzi, La Magdalena Tlaltelulco, Santa Isabel Xiloxoxtla, San Francisco Tetlanohcan, San Pablo del Monte, Teolocholco, Tepeyanco, Tlaxcala, Papalotla de Xicohténcatl, Tenancingo, Mazatecochco.

## Distritaciones anteriores

### Distritación 1996 - 2005
Entre 1996 y 2005 el Segundo Distrito variaba en su territorio pues se extendía hacia todo el oeste del estado de Tlaxcala, de los municipios que lo integran en la actualidad solo coincidían los de Amaxac de Guerrero, Apetatitlán de Antonio Carvajal, Contla de Juan Cuamatzi, Santa Cruz Tlaxcala, Tlaxcala y Totolac; lo formaban además los de Benito Juárez, Calpulalpan, Españita, Muñoz de Domingo Arenas, Hueyotlipan, Ixtacuixtla de Mariano Matamoros, Nanacamilpa de Mariano Arista, Panotla, Sanctórum de Lázaro Cárdenas, San Lucas Tecopilco, Santa Ana Nopalucan, Xaltocan.

## Diputados por el distrito
- XLI Legislatura
  - (1949 - 1952): Francisco Hernández y Hernández (PRI)
- XLII Legislatura
  - (1952 - 1955): Emilio Sánchez Piedras (PRI)

...
- XLVIII Legislatura
  - (1970 - 1973): María de los Ángeles Grant Munive (PRI)
- XLIX Legislatura
  - (1973 - 1976): Aurelio Zamora García (PRI)
- L Legislatura
  - (1976 - 1979): Antonio Vega García (PRI)
- LI Legislatura
  - (1979 - 1982): Beatriz Paredes Rangel (PRI)
- LII Legislatura
  - (1982 - 1985): Alma Gracia de Zamora (PRI)
- LIII Legislatura
  - (1985 - 1991): Samuel Quiroz de la Vega (PRI)
- LV Legislatura
  - (1991 - 1994): Álvaro Salazar Lozano (PRI)
- LVI Legislatura
  - (1994 - 1997): Alfonso Sánchez Anaya (PRI)
- LVII Legislatura
  - (1997 - 2000): Enrique Padilla Sánchez (PRI)
- LVIII Legislatura
  - (2000 - 2001): Héctor Ortiz Ortiz (PRI)
  - (2001 - 2003): Eréndira Cova Brindis (PRI)
- LIX Legislatura
  - (2003 - 2006): Florentino Domínguez Ordóñez (PRI)
- LX Legislatura
  - (2006 - 2007): Adolfo Escobar Jardinez (PAN)[3]
  - (2007): María Ofelia Malcos Alfaro (PAN)
  - (2007 - 2009): Adolfo Escobar Jardinez (PAN)[4]
  - (2009): María Ofelia Malcos Alfaro (PAN)
- LXI Legislatura
  - (2009 - 2012): Julián Velázquez Llorente (PAN)
  - (2012 - [2013,2014)): Humberto Vega Vázquez (PRD,PT,PMC)
  - LXII Legislatura
    - (2015 - 2018): Anabel Alvarado Varela (PRI)

## Resultados electorales

### 2009
|  | Partido Acción Nacional                        |  | Julián Velázquez Llorente   |
|  | Partido Revolucionario Institucional           |  | Benito Hernández Fernández  |
|  | Partido de la Revolución Democrática           |  | Eloy Sánchez Arellano       |
|  | Coalición Salvemos a México (PT, Convergencia) |  | Joaquín Pluma Morales       |
|  | Partido Verde Ecologista de México             |  | Alberto Ixtlapale Pérez     |
|  | Nueva Alianza                                  |  | Pascual Rodríguez Hernández |
|  | Partido Socialdemócrata                        |  | Roberto Pérez Santacruz     |
|  | Partido Socialista                             |  |                             |
|  | Partido Alianza Ciudadana                      |  |                             |